# Бристоль (гостиница, Воронеж)
Гостиница «Бристоль» — памятник истории и архитектуры федерального значения в Воронеже в стиле модерн, расположенный по адресу: проспект Революции, 43. С 1952 по 1994 год имела название "Центральная".
Четырёхэтажное здание гостиницы с рестораном и магазинами на первом этаже было построено в 1910 году по проекту московского инженера М. Фурманова. При строительстве автор предусмотрел использование практически всех новинок в области возведения многоэтажных зданий. Например, для перекрытий были использованы ребристые железобетонные плиты. Также в здании был смонтирован один из первых в Воронеже пассажирско-грузовых лифтов.